# 国道426号

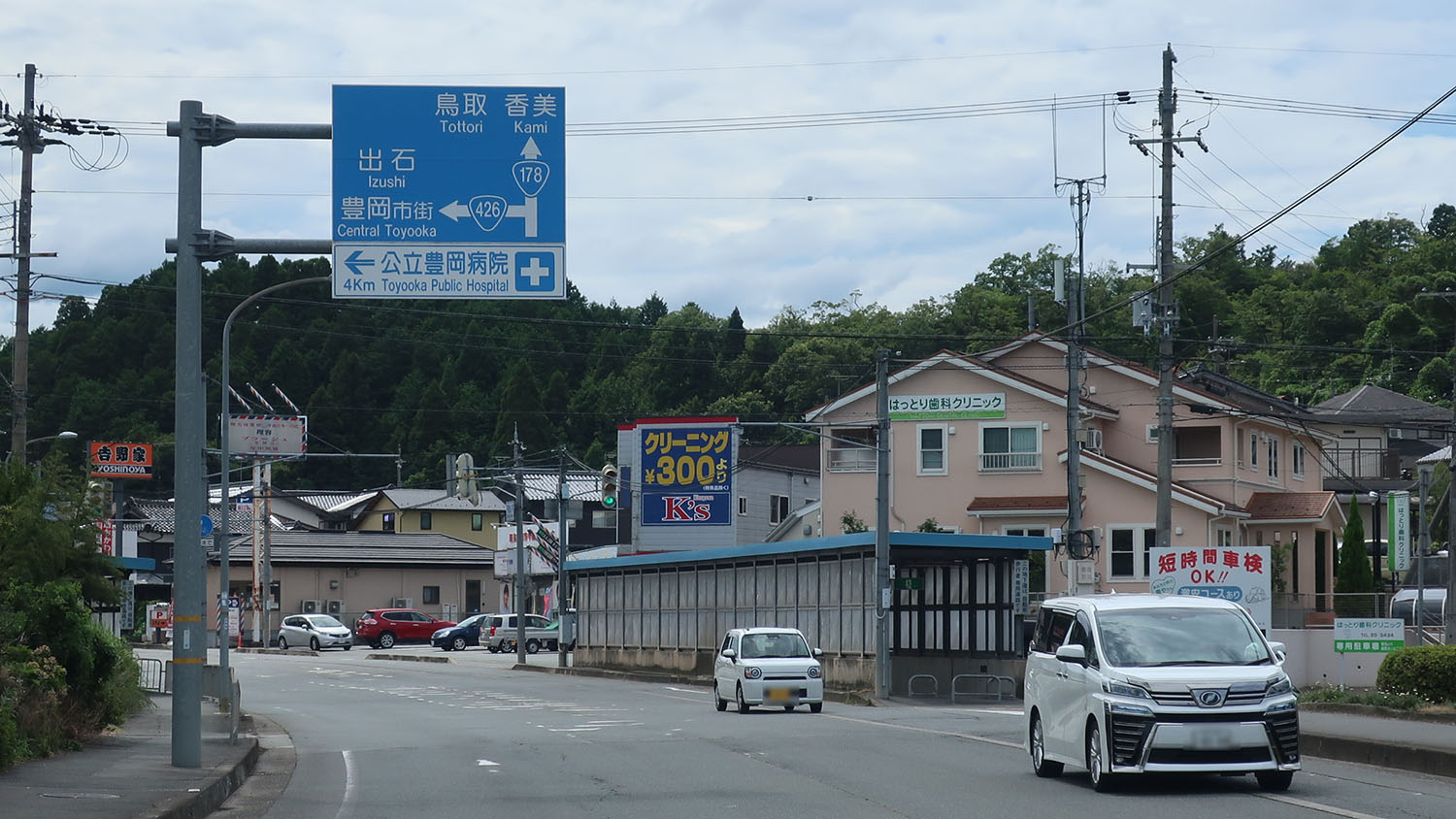
国道426号 起点
兵庫県豊岡市 下陰池ノ内交差点

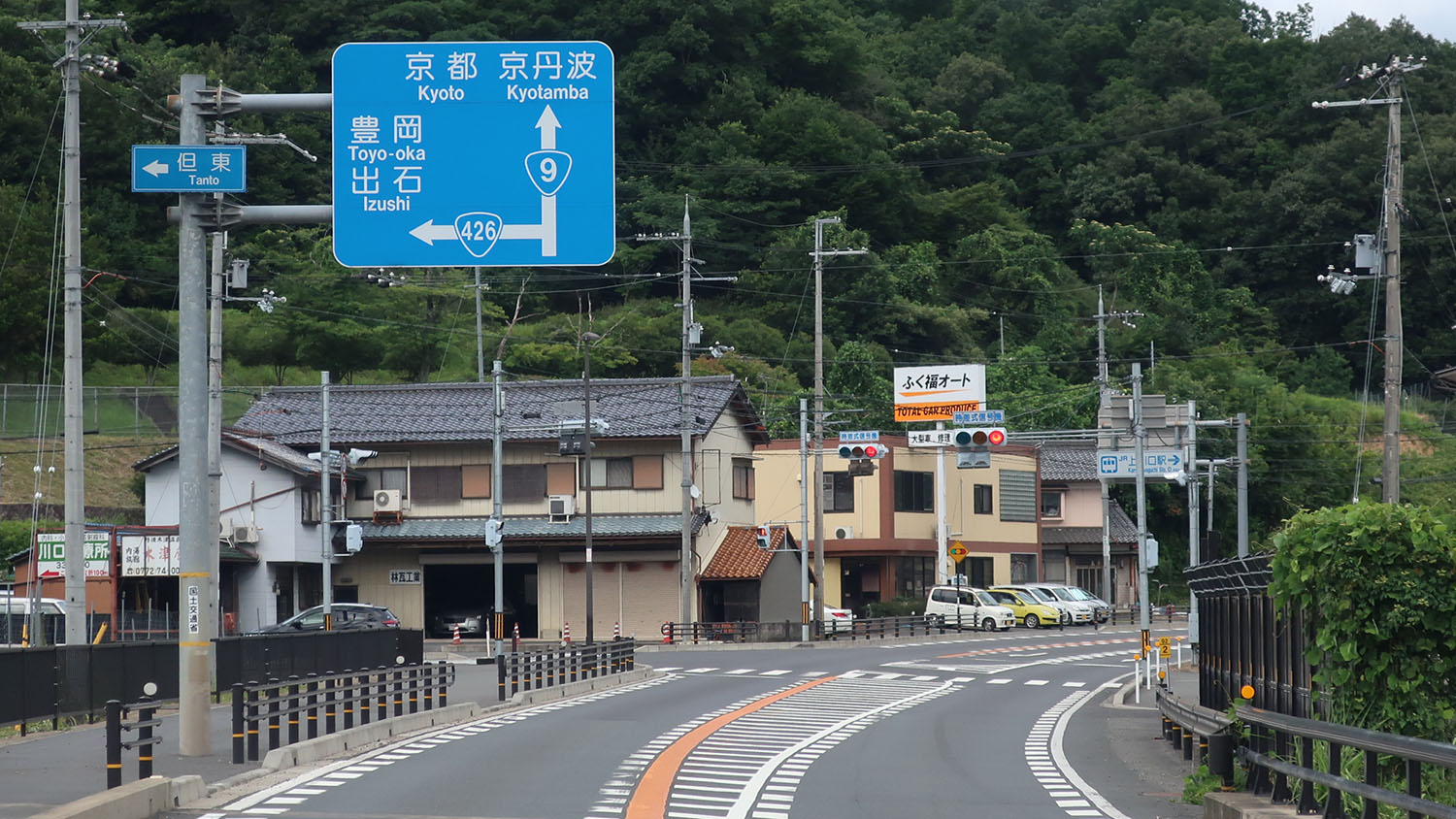
国道426号 終点
京都府福知山市 野花交差点

国道426号（こくどう426ごう）は、兵庫県豊岡市から京都府福知山市に至る一般国道である。

## 概要
1981年（昭和56年）4月30日政令第153号により公布され、1982年（昭和57年）4月1日に主要地方道豊岡出石福知山線（兵庫県道1号、京都府道9号）から一般国道426号へ昇格施行された。
全線が府県委託管理区間だが、登尾道路（トンネル）事業の間は暫定的に建設省（現・国土交通省）直轄代行指定区間とされた。

### 路線データ
一般国道の路線を指定する政令に基づく起終点および重要な経過地は次のとおり。
- 起点：豊岡市（下陰池ノ内交差点 = 国道178号交点）
- 終点：福知山市（野花交差点 = 国道9号交点）
- 重要な経過地：兵庫県出石郡但東町[注釈 2]、同郡出石町[注釈 2]
- 総延長 : 41.1 km（京都府 10.6 km、兵庫県 30.4 km）重用延長を含む[2][注釈 3]
- 重用延長 : 0.0 km（京都府 - km、兵庫県 0.0 km）[2][注釈 3]
- 未供用延長 : なし[2][注釈 3]
- 実延長 : 41.1 km（京都府 10.6 km、兵庫県 30.5 km）[2][注釈 3]
  - 現道 : 40.7 km（京都府 10.6 km、兵庫県 30.1 km）[2][注釈 3]
  - 旧道 : なし[2][注釈 3]
  - 新道 : 0.3 km（京都府 - km、兵庫県 0.3 km）[2][注釈 3]
- 指定区間：なし[3]

## 歴史
- 1954年（昭和29年）
  - 1月20日 - 建設省（現・国土交通省）が主要地方道豊岡出石福知山線を指定。
  - 11月24日 - 兵庫県が主要地方道1号豊岡出石福知山線を認定。
- 1955年（昭和30年）10月18日 - 京都府が主要地方道9号豊岡出石福知山線を認定。
- 1981年（昭和56年）4月30日 - 建設省が主要地方道豊岡出石福知山線を一般国道426号に指定。
- 1982年（昭和57年）4月1日 - 兵庫県と京都府が一般国道426号を路線認定。主要地方道豊岡出石福知山線を廃止。
- 1998年（平成10年）11月 登尾トンネルを含む登尾道路完成[4][5]。
- 2005年（平成17年）4月1日 - 豊岡市が出石郡出石町と出石郡但東町を合併、沿線自治体は全線が市となる。
- 2013年（平成25年）12月1日 - 豊岡バイパス完成、国道312号重複区間および寿ロータリーを含む区間が道路区域から除かれ、公立豊岡病院前を経由するようになる[6]。

## 路線状況

### 別名
- 登尾道路（兵庫県・京都府境の登尾峠のトンネル区間）[4][5]

### 重複区間
- 国道482号（兵庫県豊岡市出石町 - 豊岡市但東町）

## 地理

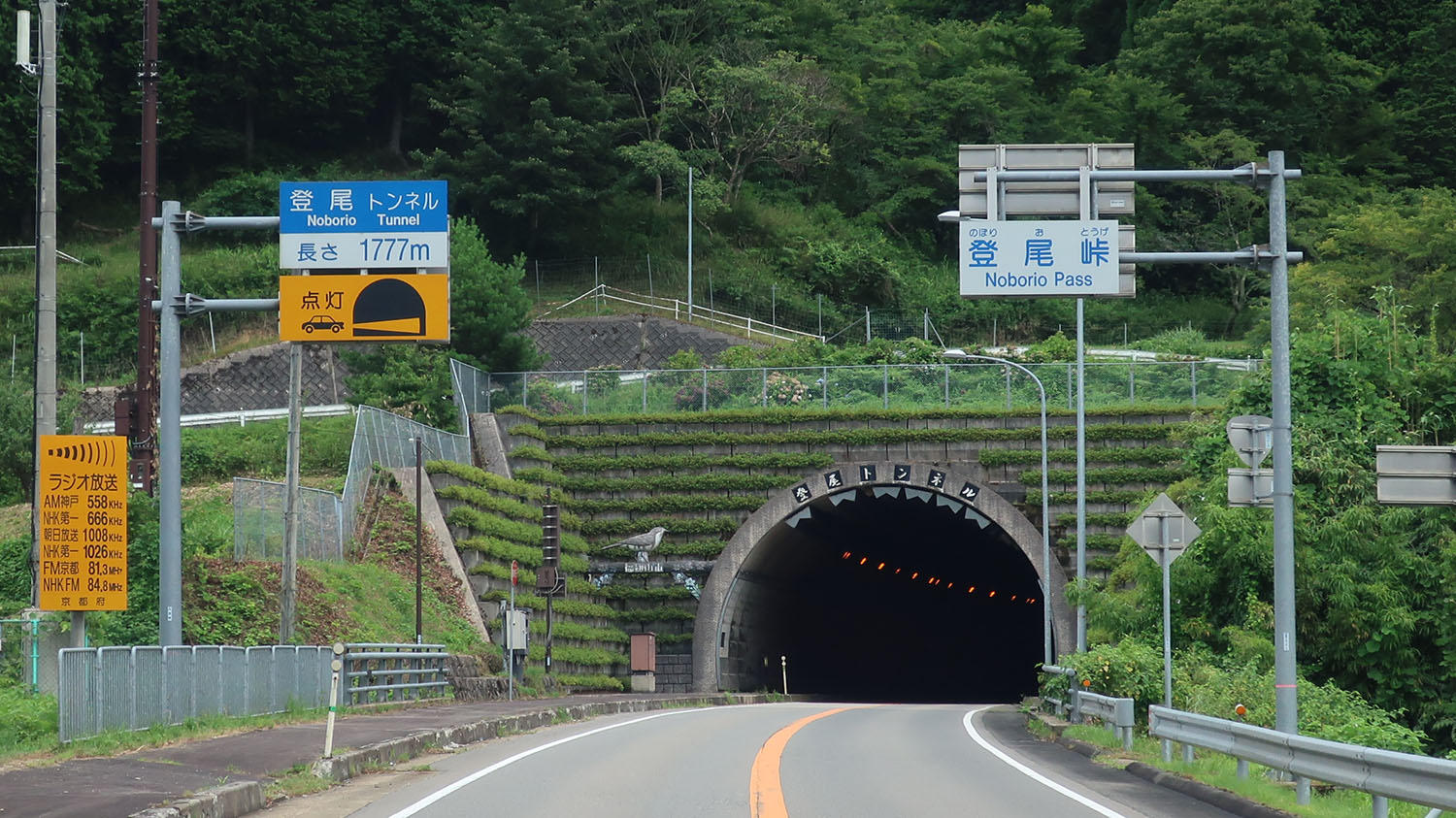
登尾峠（登尾トンネル）
兵庫県豊岡市但東町

### 通過する自治体
- 兵庫県
  - 豊岡市
- 京都府
  - 福知山市

### 交差する道路
| 交差する道路                                                        | 都道府県名 | 市町村名 | 交差する場所     | 交差する場所            |
| ------------------------------------------------------------------- | ---------- | -------- | ---------------- | ----------------------- |
| 国道178号                                                           | 兵庫県     | 豊岡市   | 下陰（）         | 下陰池ノ内交差点 / 起点 |
| 兵庫県道727号豊岡出石インター線                                     | 兵庫県     | 豊岡市   | 戸牧（）         | 豊岡病院前交差点        |
| 国道312号                                                           | 兵庫県     | 豊岡市   | 九日市下町（）   | 円山大橋西詰交差点      |
| 京都府道・兵庫県道703号永留豊岡線                                   | 兵庫県     | 豊岡市   | 今森             | 円山大橋東交差点        |
| 兵庫県道249号府市場伏線                                             | 兵庫県     | 豊岡市   | 伏（）           | 天神橋北詰交差点        |
| 兵庫県道248号香住大谷線                                             | 兵庫県     | 豊岡市   | 出石町伊豆       | 伊豆橋北詰交差点        |
| 国道482号 重複区間起点                                              | 兵庫県     | 豊岡市   | 出石町宮内       | 鳥居橋東詰交差点        |
| 京都府道・兵庫県道2号宮津養父線                                     | 兵庫県     | 豊岡市   | 出石町福住       | 鶴山橋交差点            |
| 兵庫県道10号朝来出石線                                              | 兵庫県     | 豊岡市   | 出石町福住       | ほたる橋交差点          |
| 兵庫県道528号寺坂福住線                                             | 兵庫県     | 豊岡市   | 出石町鍜冶屋     |                         |
| 京都府道・兵庫県道2号宮津養父線 重複区間起点                        | 兵庫県     | 豊岡市   | 出石町日野辺     | 乙女橋交差点            |
| 兵庫県道528号寺坂福住線                                             | 兵庫県     | 豊岡市   | 出石町寺坂       |                         |
| 兵庫県道247号口小野矢根線                                           | 兵庫県     | 豊岡市   | 但東町矢根       | 矢根交差点              |
| 兵庫県道・京都府道56号但東夜久野線                                  | 兵庫県     | 豊岡市   | 但東町出合市場   | 合橋小学校前交差点      |
| 国道482号 重複区間終点 京都府道・兵庫県道2号宮津養父線 重複区間終点 | 兵庫県     | 豊岡市   | 但東町出合       | 出合交差点              |
| 兵庫県道252号佐々木小谷線                                           | 兵庫県     | 豊岡市   | 但東町小谷（）   | 小谷交差点              |
| 兵庫県道558号天谷佐田線                                             | 兵庫県     | 豊岡市   | 但東町佐田       |                         |
| 兵庫県道・京都府道63号山東大江線 重複区間起点                       | 兵庫県     | 豊岡市   | 但東町久畑（）   |                         |
| 兵庫県道・京都府道63号山東大江線 重複区間終点                       | 兵庫県     | 豊岡市   | 但東町大河内（） | 但東町薬王寺交差点      |
| 京都府道530号桑村雲原線 重複区間起点                                | 京都府     | 福知山市 | 上佐々木         | 上佐々木北交差点        |
| 京都府道530号桑村雲原線 重複区間終点                                | 京都府     | 福知山市 | 上佐々木         | 上佐々木南交差点        |
| 国道9号                                                             | 京都府     | 福知山市 | 野花             | 野花交差点 / 終点       |

### 沿線
- 公立豊岡病院
- 公立豊岡病院組合出石医療センター
- シルク温泉（豊岡市）
- 里の駅みたけ（福知山市）

### 峠
- 登尾峠

## ギャラリー

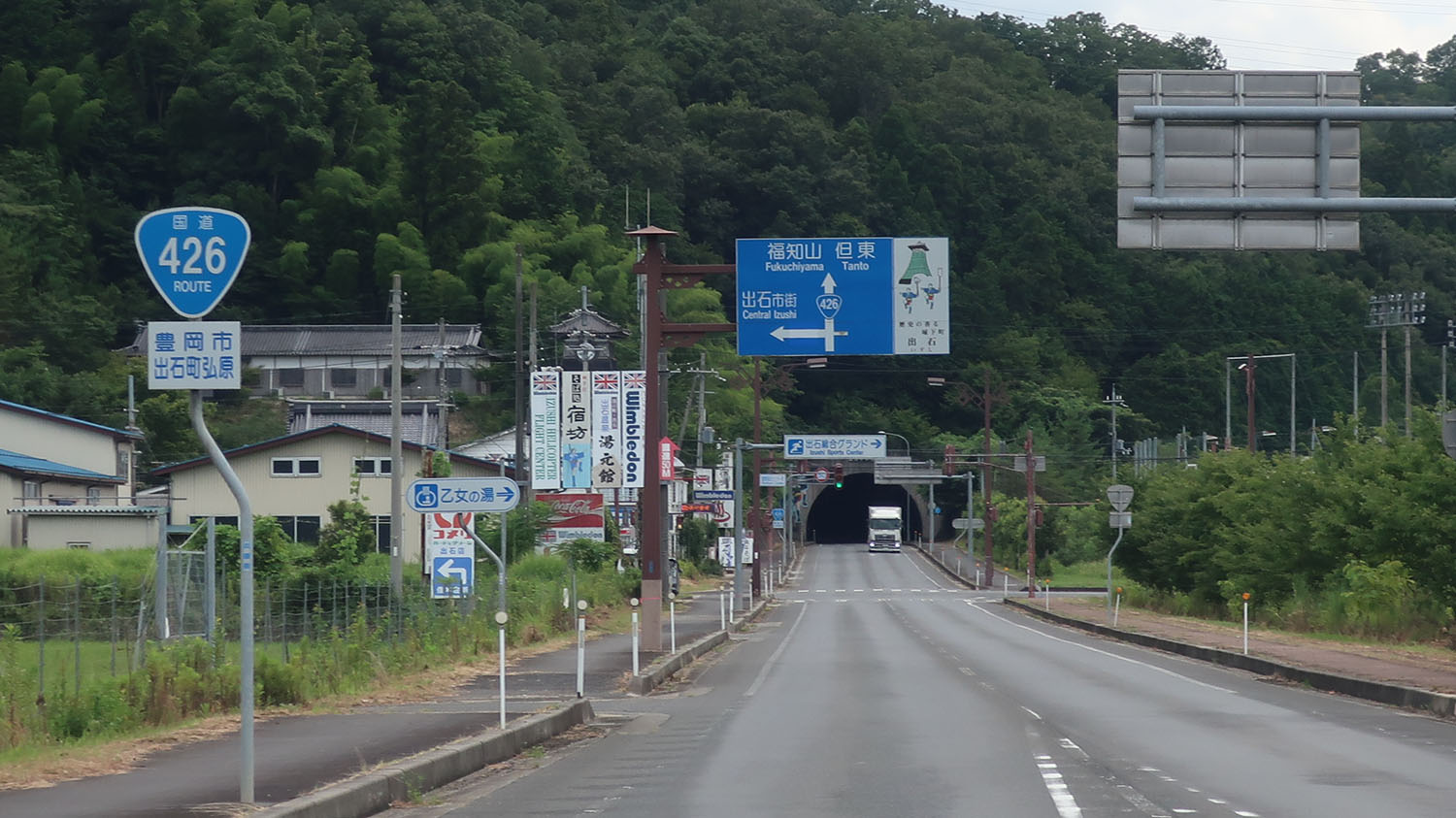
兵庫県豊岡市出石町
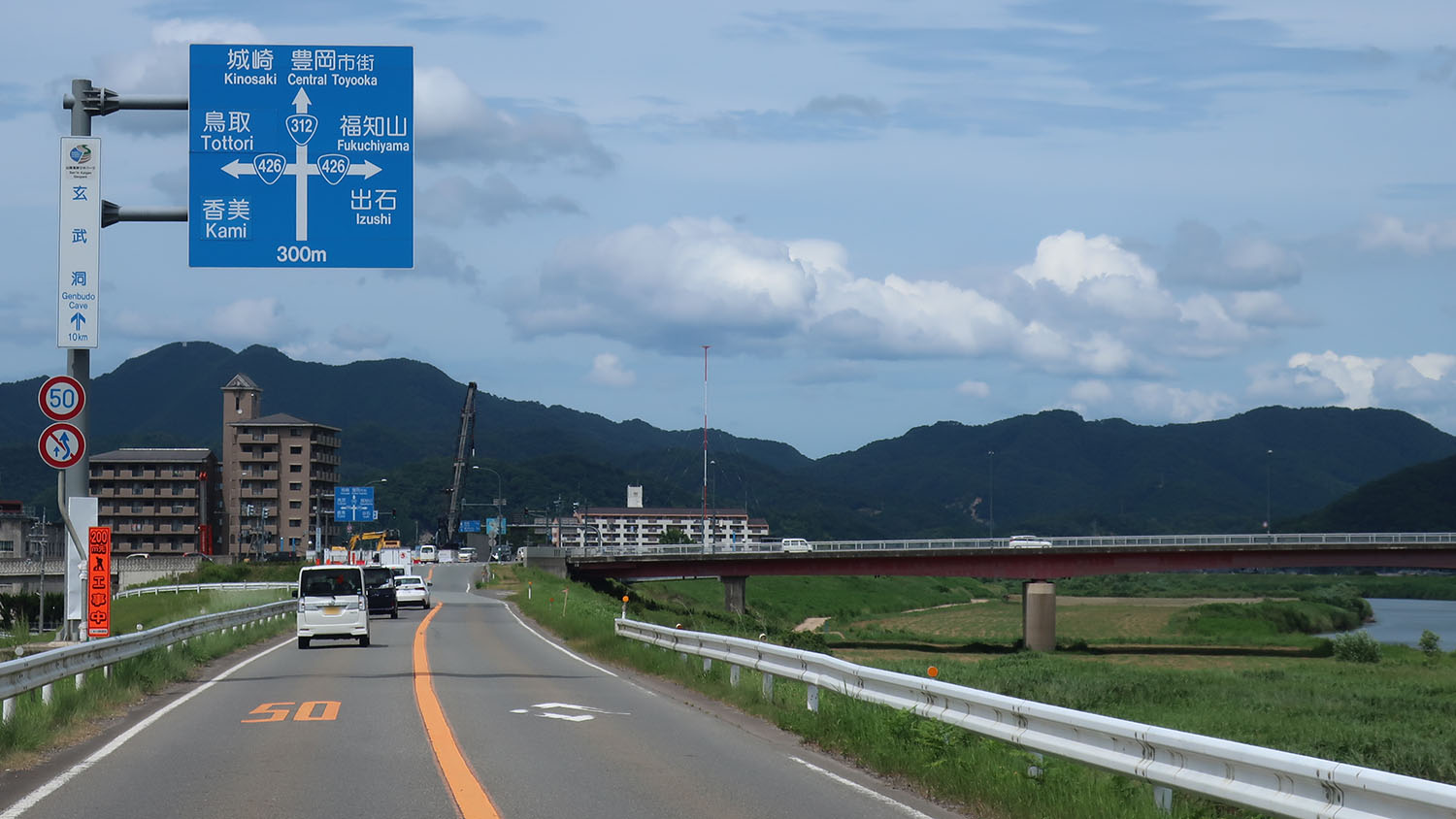
国道312号との交差 兵庫県豊岡市九日市中町
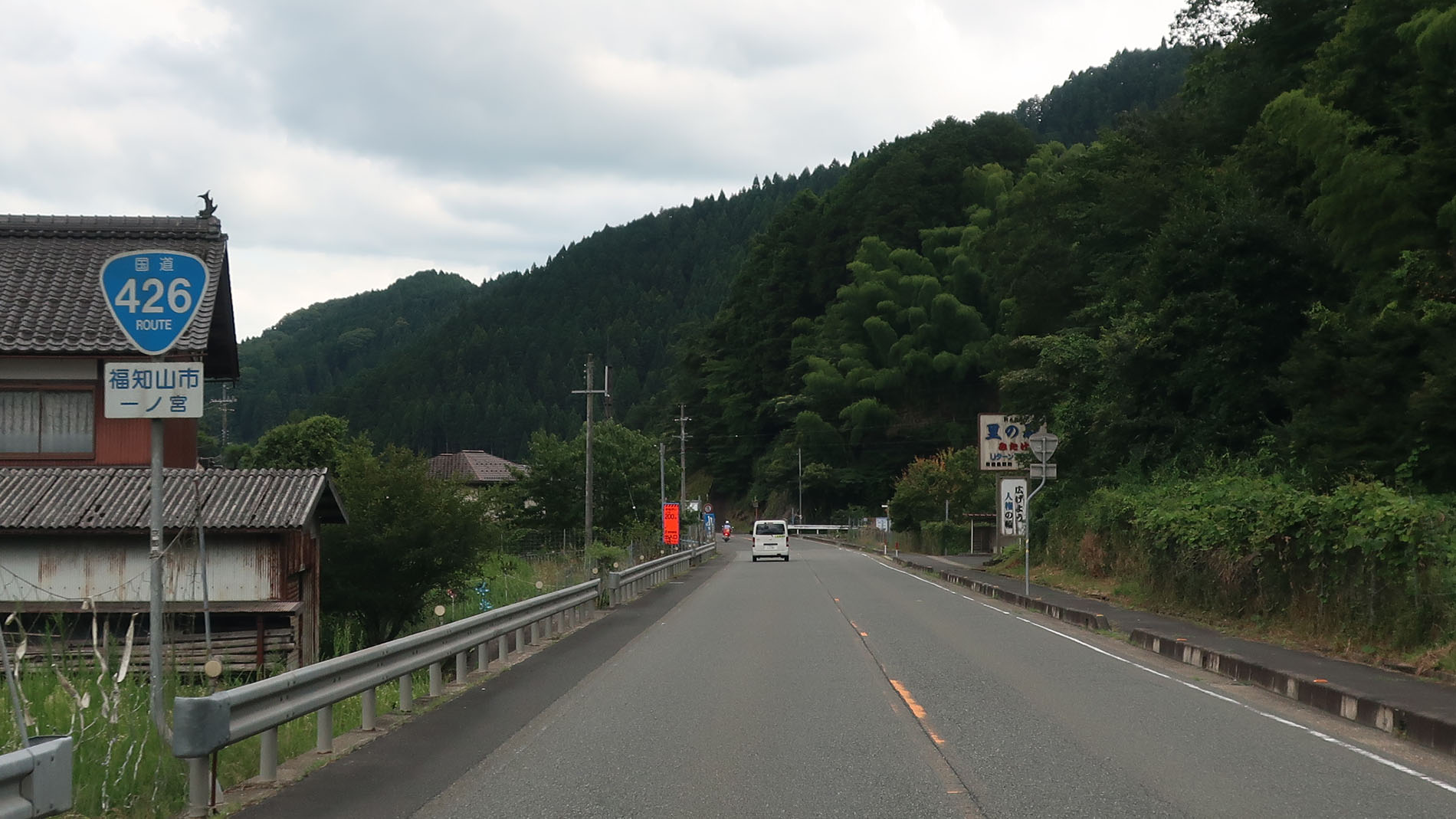
京都府福知山市一ノ宮